# Вицаи, Петер Тамаш
Вицаи, Петер Тамаш (венг. Péter Tamás Viczai) — крупнейший исследователь творчества Владимира Высоцкого в Венгрии, автор и составитель ряда книг о нём, филолог, литературовед, публицист, русист, член Союза венгерских журналистов и Союза писателей Москвы, кандидат педагогических наук. Пишет и издаёт свои труды как на венгерском, так и на русском языке.

## Биография
Петер Тамаш Вицаи род. 8 ноября 1967 года в городе Сомбатхей, Венгрия. Учился в общеобразовательной и средней школе. После окончания Сегедского педагогического института и получения диплома бакалавра, продолжил свою учёбу в Москве, в Государственном институте русского языка им. А. С. Пушкина.
В 1994 году закончил магистратуру, а в 1996 году аспирантуру. Как магистерскую, так и кандидатскую диссертацию посвятил песенному творчеству Владимира Семеновича Высоцкого.
В 1993 году в журнале «Русский язык за рубежом» была опубликована первая научная статья молодого исследователя о Владимире Высоцком. Потом по инициативе главного редактора журнала А. В. Абрамович он стал членом международной редколлегии издания .
Решающую роль в творческой биографии Петера Вицаи сыграло знакомство с профессором Государственного института русского языка им. А. С. Пушкина, доктором фил. наук Н. Д. Бурвиковой.
Позже он становится желанным гостем и на страницах других русских журналов.
Труды Петера Вицаи о творчестве Высоцкого публиковались всё больше и больше. Особенно ярким был 2000 год, когда под редакцией молодого учёного в Венгрии появился «Юбилейный сборник памяти Владимира Высоцкого к 20-летию со дня смерти актёра, поэта, барда и Человека».
С 2006 года Петер Вицаи регулярно публикуется и в разных российских литературных изданиях, а также в будапештской русскоязычной газете «Российский Курьер».
В том же 2006 году по личной инициативе выдающейся русской поэтессы Риммы Казаковой он был принят в Союз писателей Москвы.
Женат на Наталье Вадимовне Гущиной, выпускнице Государственного института русского языка имени А. С. Пушкина в Москве.

### Общественная деятельность
В 1994 году Петер Вицаи был принят в венгерскую неправительственную организацию «Ассоциация преподавателей русского языка и литературы Северо-задунайского края Венгрии». В 2006 году избран её председателем и главным редактором журнала «Русский язык сегодня».
В 2008 году ему была вручена памятная медаль с изображением Высоцкого и почётная грамота от Самарского регионального общественного фонда «Центр им. Высоцкого в Самаре». Никита Высоцкий следит за деятельностью Петера Вицаи и признаёт его работу. Об этом, в частности, свидетельствует тот факт, что он является неоднократным автором предисловий к его книгам, а в 2008 году пригласил венгерского исследователя принять участие в праздновании торжества по случаю семидесятилетия В. С. Высоцкого в Москве.
Награждён памятным дипломом Первого секретаря Союза писателей Москвы Риммы Казаковой и почётной грамотой писательской ассоциации «Лютня Ориолы».

### Творчество
Наиболее значимой публикацией на русском языке стала книга Петера Вицаи «Венгерские страницы жизни и творчества Владимира Высоцкого» (Эгер, 2006).
Современный русский поэт Леонид Володарский сказал о творчестве Петера Вицаи: «Его труды не стали повторением того, что и так в большом количестве появлялось и появляется на родине современного классика. Они носят неповторимый, ни на кого не похожий характер. И неспроста венгр Петер Вицаи сделал своё пространство понимания Высоцкого настолько интересным, что он стал одним из авторитетнейших специалистов по творчеству великого барда и среди русских читателей!»
В 2010-2011 учебном году Петер Вицаи жил и работал в Африке, в Аккре, где преподавал русский язык в Университете Ганы и занимался пропагандой творчества Высоцкого среди молодой интеллигенции этой страны.

### Труды на венгерском языке
- Юбилейный сборник памяти Владимира Высоцкого к 20-летию со дня смерти актёра, поэта, барда и Человека. Будапешт-Дьёр: Будапештский Российский культурный центр, Институт педагогики области Дьёр-Мошон -Шопрон. 2000
- Юбилейный сборник статей, посвящённый 65-летию со дня рождения Владимира Высоцкого. Будапешт-Дьёр: Holuvar Tarsulas 20003.
- На волчьей тропе. Будапешт: Uj Mandatum Konyvkiado, 2005
- Владимир Высоцкий. Фатальные песни. Будапешт: Uj Mandatum Konyvkiado, 2008.

### Труды на русском языке
- Венгерские страницы жизни и творчества Владимира Высоцкого. Эгер: Гонда Кёньвкиадо, 2006.
- Авторская песня в венгерской филологической аудитории, изучающей русский язык, на материале творчества Владимира Высоцкого. Филиал Государственного института русского языка им. А. С. Пушкина в Будапеште, Ассоциация преподавателей русского языка и литературы Северо-задунайского края Венгрии. 1999 г.
- Пятнадцать лет с Высоцким. Стихи и песни легендарного барда. Будапешт: Ассоциация регионов международной культуры и русского языка, 2007.

### Труды на русском и венгерском языках
- Запреты перекрыв. Стихи и песни Владимира Высоцкого. Hanga Kiado, Uj Mandatum Konyvkiado, 2003.